# Iklad
Iklad är en ort (by) i provinsen Pest i norra Ungern. Orten har 1 984 invånare (2024), på en yta av 11,21 km². Den ligger cirka 35 kilometer nordost om centrala Budapest.